# Hydroporus brucki
Hydroporus brucki är en skalbaggsart som beskrevs av Wehncke 1875. Hydroporus brucki ingår i släktet Hydroporus och familjen dykare. Inga underarter finns listade i Catalogue of Life.